# Adrien de Cantorbéry
Pour les articles homonymes, voir Saint Adrien.
Adrien de Cantorbéry ou Hadrien de Cantorbéry († 9 janvier 710), est un moine bénédictin d'origine berbère et réformateur de l'Église d'Angleterre.

## Biographie
D'origine berbère, né en Afrique du Nord, il devient abbé de l'abbaye de Nérida (ou monasterium Niridanum sur l'île de Nisida), monastère bénédictin situé non loin de Naples, alors qu'il est encore très jeune. En 664, à la mort de Deusdedit, archevêque de Cantorbéry, le pape Vitalien le propose comme nouvel archevêque, mais il refuse et suggère à sa place Théodore de Tarse. Vitalien accepte mais demande à Adrien d'accompagner le futur archevêque à son siège épiscopal.
En 668, Adrien et Théodore commencent leur voyage, mais Adrien est retenu en route par le maire du palais de Neustrie, persuadé qu'il détient des secrets de l'empereur byzantin, Constant II Héraclius. En 670, Adrien, fraîchement arrivé en Angleterre, est nommé abbé de Saint-Pierre à Cantorbéry, abbaye fondée par Augustin de Cantorbéry et qui portera ensuite le nom de son fondateur. Il assiste Théodore dans sa mission de réforme et d'unification des traditions liturgiques anglaises avec les rites romains. Il fait de l'école de Cantorbéry un centre d'enseignement réputé, et crée de nombreuses écoles ailleurs en Angleterre, qui formeront les futurs membres du clergé anglais, français ou allemand. Il meurt en 710, et est enterré à Cantorbéry, dans l'église Saint-Augustin.
Il est considéré comme saint, et sa fête se tient le 9 janvier, date de sa mort selon la tradition. Sa vie est rapportée par Bède le Vénérable et Guillaume de Malmesbury.